# مجنون (فیلم ۲۰۱۲)
مجنون (به انگلیسی: Maniac) یک فیلم اسلشر و وحشت روان‌شناختی به کارگردانی فرانک خلفون، نویسندگی الکساندر آژا و گرگوری لواسور، با بازی الایجا وود و نورا آرنزدر است که در سال ۲۰۱۲ منتشر شد. این بازسازی فیلمی به همین نام محصول ۱۹۸۰ است.

## داستان
فیلم داستان وحشت آور یک قاتل زنجیره‌ای (الیجاه وود) را روایت می‌کند که صاحب فروشگاه مانکن‌های مصنوعی است و حساسیت خاصی روی یه دختر هنرمند دارد…